# 339 Dorothea
339 Dorothea este un asteroid din centura principală, descoperit pe 25 septembrie 1892, de Max Wolf.